# Creamery Kings de Renfrew
Les Creamery Kings de Renfrew étaient une équipe de hockey sur glace professionnel fondée en 1907 à Renfrew en Ontario au Canada. 

## Histoire

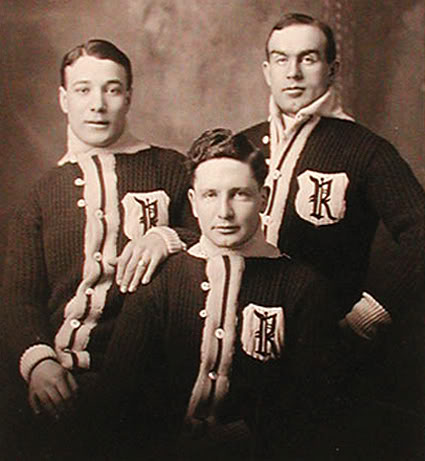
Les trois vedettes des Creamery Kings : Édouard « Newsy » Lalonde, Frank Patrick et Frederick « Cyclone » Taylor.

Le club est fondé en 1907 dans la Ligue fédérale amateur de hockey. Il est la propriété du Sénateur Michael John O'Brien. Dès sa première saison, le club se voit refuser un match pour la Coupe Stanley. En 1909, lorsque le Sénateur sent un nouveau refus, il envoie alors son fils, John Ambrose O'Brien, à Montréal pour rencontrer les dirigeants de l'Eastern Canada Hockey Association afin de plaider la cause de l'équipe de l'Ontario. O'Brien a le soutien de Jimmy Gardner joueur et représentant de Doran pour les Wanderers mais avec la dissolution de l'ECHA, il voit ses projets s'effondrer. O'Brien a le soutien de Jimmy Gardner joueur et représentant des Wanderers de Montréal mais dans le même temps les propriétaires des autres équipes de l'ECHA, décident d'arrêter l'association afin d'en exclure les Wanderers. Les O'Brien voient alors leurs projets s'effondrer.
Gardner et John Ambrose O'Brien se rencontrent à la sortie de la réunion de dissolution de l'ECHA et décident de créer leur propre organisation, l'Association nationale de hockey. Ils forment officiellement la nouvelle ligue le 2 décembre 1909 avec les équipes suivantes : les Wanderers, Renfrew, Cobalt et Haileybury, connue depuis 2004 sous le nom de Temiskaming Shores. Une guerre au plus offrant se déroule alors afin de s'assurer les meilleurs joueurs en activité. Ainsi, Frank Patrick rejoint Renfrew pour la somme de 3 000 dollars et il impose que l'équipe signe également son frère, Lester, pour 2 000 dollars. La vedette Frederick « Cyclone  » Taylor des Sénateurs d'Ottawa se fait désirer : dans un premier temps, il est annoncé que Taylor ne s'entend plus avec la direction des Sénateurs et quelque temps plus tard, la direction de l'équipe de Renfrew affirme lui avoir fait signer un contrat. Une semaine plus tard, Taylor contredit l'annonce et déclare qu'il a décidé de rester à Ottawa. Il faut encore attendre une semaine pour que Taylor annonce avoir changé une nouvelle d'avis et signé un contrat de 5 250 dollars pour une saison d'une douzaine de matchs. Il est alors le joueur le mieux payé de toute la ligue et même le sportif canadien le mieux payé – sa paye étant supérieure à celle du premier ministre Canadien qui touche alors 2 500 dollars par année. Avec tous ses talents et surtout les salaires allant avec, la petite équipe des Creamery Kings est vite surnommée les Millionnaires de Renfrew.
L'équipe est vendue en 1911 et devient les Blueshirts de Toronto.

## Temple de la renommée
- Newsy Lalonde
- Lester Patrick
- Frank Patrick
- Didier Pitre
- Alf Smith
- Cyclone Taylor